# Нэтвик, Милдред
Милдред Нэтвик (англ. Mildred Natwick, 19 июня 1905 — 25 октября 1994) — американская актриса.

## Биография
Милдред Нэтвик родилась в Балтиморе 19 июня 1905 года. После окончания театрального отделения колледжа Бенетт она долгое время гастролировала с различными театральными труппами по стране, прежде чем дебютировала на Бродвее в 1932 году.
В 1930-х годах она появилась в главной роли во множестве пьес, при этом часто сотрудничая с театральным режиссёром и драматургом Джошуа Логаном. В кино Милдред Нэтвик дебютировала в 1940 году в фильме Джона Форда «Долгий путь домой», где исполнила роль проститутки Фреды. Но всё же до конца 1940-х годов актриса снималась в кино довольно редко, в большей степени уделяя себя работе в театре, где она добилась большого успеха, подтверждением чему являются две номинации на премию «Тони» в 1957 и 1972 году.
Из последующих её киноролей наиболее памятными стали роли в фильмах именно Джона Форда, среди которых «Три крёстных отца» (1948), «Она носила жёлтую ленту» (1949) и «Тихий человек» (1952). Также заметными стали её роли в картинах «Неприятности с Гарри» (1955), «Придворный шут» (1955), «Мятежный подросток» (1956) и «Босиком по парку» (1967), за роль в котором она была номинирована на «Оскар» как лучшая актриса второго плана.
Начиная с 1950-х годов Милдред Нэтвик в большинстве своём работала на телевидение, где появилась во множестве сериалов, один из которых, «Сёстры Снуп», принёс ей в 1974 году премию «Эмми». Последний раз на экранах актриса появилась в 1988 году в фильме «Опасные связи» (1988), где исполнила роль мадам Де Роземонд.
Милдред Нэтвик умерла 25 октября 1994 года в Нью-Йорке от рака в возрасте 89 лет.